# 블랙 워치
블랙 워치(Black Watch)은 영국 육군의 대대 규모의 부대이다. 6.25 전쟁 당시에는 영국 제29보병여단(29th Infantry Brigade) 소속이었다.

## 같이 보기
- 로바트 척후대